# Heller (музичка група)
Хелер (енгл. Heller) био је српски и југословенски треш метал/спид метал бенд из Београда. Познат је као један од првих треш метал бендова у југоисточној Европи.

## Историја бенда
Бенд су основали гитариста и вокалиста Атила Милојковић и соло гитариста Коста Богдановић „Коле“ 1985. са Зораном Миладиновићем (басиста) и Милером (бубњар). Током следеће године бенд је имао први већи наступ на Хит 202 одржаван у Београду.

## Дискографија
- Хелер (Heller) (1985)
- демо снимак (1993)